# Angiologia
L'angiologia è quella branca della medicina che studia l'anatomia e le patologie che colpiscono i vasi sanguigni e quelli linfatici. La parola deriva dal greco angios ("vaso") e logos ("studio").
Tra le patologie che colpiscono i vasi arteriosi ci sono l'aneurisma, l'aterosclerosi e la dissecazione dell'aorta, la trombosi e l'embolia. Tra quelle che colpiscono i vasi venosi ci sono le vene varicose, l'insufficienza venosa cronica e la trombosi venosa, mentre i vasi linfatici sono interessati principalmente da casi di linfedema primario o secondario.
L'angiologia si occupa anche della modifica dei fattori di rischio nel caso di valori alti di colesterolo e pressione sanguigna. Lo studio del
sistema venoso si chiama flebologia.